# جيراردو لوغو غوميز
جيراردو لوغو غوميز (بالإسبانية: Gerardo Lugo Gómez)‏ (13 مارس 1955 بمدينة مكسيكو في المكسيك - ) هو لاعب كرة قدم مكسيكي في مركز الوسط، شارك في كأس العالم 1978. وشارك مع منتخب المكسيك لكرة القدم. أما مع النوادي، فقد لعب مع أتلانتي إف سي وكروز آزول وكلوب ليون.

## وصلات خارجية
- جيراردو لوغو غوميز على موقع الاتحاد الدولي (مؤرشف)  (الإنجليزية)
- جيراردو لوغو غوميز على موقع قاعدة بيانات كرة القدم.إي يو (الإنجليزية)
- جيراردو لوغو غوميز على موقع ناشيونال فوتبول تيمز (الإنجليزية)